# UFC 122
UFC 122: Marquardt vs. Okami   è stato un evento di arti marziali miste tenuto dalla Ultimate Fighting Championship il novembre 2010 alla König Pilsener Arena a Oberhausen, Germania. L'evento fu trasmesso il giorno stesso, registrato, negli Stati Uniti su Spike TV.
Questo show fu trasmesso in diretta in Italia su Sky Sport gratuitamente.

## Background
Questo fu il secondo evento dell'UFC in Germania e il secondo nell'Europa continentale. Lo sport attirò diverse critiche dai media tedeschi che portarono a vietare l'evento ai minori dal primo show UFC in Germania (UFC 99).
Lo sport stesso fu vietato nelle trasmissioni televisive dal marzo 2010 a causa "dell'estensione inaccettabile della violenza mostrata" Incurante, l'UFC combatté l'opposizione, dichiarando: "Non andare in TV non ci fermerà; continueremo ad andare avanti. Non possiamo andare Ontario; abbiamo aperto un ufficio lì. La cosa non ci tocca."
Vítor Belfort avrebbe dovuto affrontare Yushin Okami nel main event, con il vincitore che avrebbe ricevuto una title shot per il titolo dei pesi medi. Il 21 settembre 2010 però, Belfort fu tolto dal combattimento per affrontare Anderson Silva. Nate Marquardt finì per lottare contro Yushin Okami nel main event, che avrebbe ancora determinato il #1 contender.
Vladimir Matyushenko avrebbe dovuto affrontare Jason Brilz a questo evento ma Brilz fu tolto dalla card il 6 ottobre a causa di un infortunio alla schiena venendo sostituito da Alexandre Ferreira. Il match Matyushenko/Brilz matchup fu riprogrammato per UFC 129 nell'aprile 2011, dove Matyushenko vinse per knockout.
Pascal Krauss avrebbe dovuto fare il suo debutto contro l'altro debuttante Kenny Robertson ma Robertson fu rimosso dalla card a causa di un infortunio il 13 ottobre. Mark Scanlon rimpiazzò Robertson.
Una malattia tolse Alessio Sakara dal suo co-main event contro Jorge Rivera mentre stavano avendo luogo gli incontri preliminari. Il match fu tolto dalla card.  Come risultato, l'incontro Ludwig vs. Osipczak fu promosso a primo incontro della main card.

## Risultati

### Card preliminare
- Incontro categoria Pesi Welter:  Kris McCray contro  Carlos Eduardo Rocha

Rocha sconfisse McCray per sottomissione (kneebar) a 2:36 del primo round.
- Incontro categoria Pesi Mediomassimi:  Seth Petruzelli contro  Karlos Vemola

Vemola sconfisse Petruzelli per KO Tecnico (pugni) a 3:46 del primo round.
- Incontro categoria Pesi Medi:  Kyle Noke contro  Rob Kimmons

Noke sconfisse Kimmons per sottomissione (strangolamento da dietro) a 1:33 del secondo round.
- Incontro categoria Pesi Welter:  Pascal Krauss contro  Mark Scanlon

Krauss sconfisse Scanlon per decisione unanime (30–27, 30–27, 30–27).
- Incontro categoria Pesi Mediomassimi:  Vladimir Matyushenko contro  Alexandre Ferreira

Matyushenko sconfisse Ferreira per KO Tecnico (pugni e gomitate) a 2:20 del primo round.

### Card principale
- Incontro categoria Pesi Welter:  Duane Ludwig contro  Nick Osipczak

Ludwig sconfisse Osipczak per decisione divisa (28–29, 29–28, 29–28).
- Incontro categoria Pesi Mediomassimi:  Krzysztof Soszynski contro  Goran Reljic

Soszynski sconfisse Reljic per decisione unanime (30–27, 30–27, 30–27).
- Incontro categoria Pesi Welter:  Amir Sadollah contro  Peter Sobotta

Sadollah sconfisse Sobotta per decisione unanime (30–27, 30–27, 30–27).
- Incontro categoria Pesi Leggeri:  Dennis Siver contro  Andre Winner

Siver sconfisse Winner per sottomissione (strangolamento da dietro) a 3:37 del primo round.
- Incontro categoria Pesi Medi:  Nate Marquardt contro  Yushin Okami

Okami sconfisse Marquardt per decisione unanime (29–28, 29–28, 30–27).

## Premi
Ai vincitori sono stati assegnati 60.000$ per i seguenti premi:
- Fight of the Night:  Pascal Krauss contro  Mark Scanlon
- Knockout of the Night:  Karlos Vemola
- Submission of the Night:  Dennis Siver